# Julian Mengler
Julian Mengler (* 16. Juli 1986 in Iserlohn) ist ein deutscher Radiomoderator, Fernsehmoderator und Eventmoderator.

## Ausbildung
Julian Mengler besuchte von 1997 bis 2006 das Gymnasium An der Stenner in Iserlohn, Nordrhein-Westfalen. Ab Februar 2009 volontierte er bei dem regionalen Radiosender Radio MK und dessen Jugendmarke yourzz.fm im Funkhaus An der Isenburg in Iserlohn. Der damalige Programmchef Andreas Heine gründete das Jugendprogramm des Westfälischen Anzeigers in Hamm als crossmediale Redaktion mit der Idee, Radio, Zeitung und Onlineinhalte für eine junge Zielgruppe zu verknüpfen.

## Berufliche Karriere
Nach Abschluss seines Volontariats arbeitete Mengler ab Februar 2011 als Redakteur bei Radio MK. Er präsentierte die sonntäglichen Sport-Nachrichten und berichtete live von Auswärtsspielen der Iserlohn Roosters. Außerdem moderierte er Sendungen am Wochenende.
Im August 2011 wechselte Mengler zu Energy Sachsen nach Leipzig und moderiert dort im Tagesprogramm. Im Juni 2015 wurde Mengler mit dem Rundfunkpreis Mitteldeutschland in der Kategorie „Bester Beitrag“ ausgezeichnet. Ab 2015 war er der Host der Morningshow „Knallwach mit ENERGY Sachsen, Franzi und Julian am Morgen“. Ab Juli 2019 moderierte Mengler die Morningshow alleine, da Franziska Mühlhauses den Sender verlassen hatte.
Julian Mengler war neben der täglichen Moderation auch Chefmoderator bei Energy Sachsen. In dieser Funktion leitete er die Redaktion und war unter anderem für die Ausbildung der Volontäre verantwortlich.
Im September 2019 gab Mengler bekannt, dass er beim Radiosender Energy Sachsen Ende des Jahres aufhören würde. Er habe sich dazu entschieden, „etwas Neues zu machen“, der Radiobranche aber erhalten zu bleiben. Am 11. Oktober 2019 moderierte Mengler seine letzte Sendung für ENERGY Sachsen.
Seit Januar 2020 ist Mengler für den Mitteldeutschen Rundfunk als freier Redakteur und Reporter tätig. Seit Ende 2020 gehört Mengler dem Moderationsteam von MDR SACHSEN-ANHALT an. Nach dem Weggang des langjährigen Morgenmoderators Stephan Michme hat Mengler im März 2022 für kurze Zeit die Moderation des Frühprogramms im wöchentlichen Wechsel mit Antonia Kaloff übernommen. Derzeit moderiert er vor allem die Vormittagssendung.
Laut seiner Website ist Mengler zusätzlich als Eventmoderator und für TV-Formate im Einsatz. Seit Dezember 2023 verstärkt Mengler das Team vom MDR Sachsenspiegel als Moderator.

## Privates
Mengler ist verheiratet mit der ehemaligen R.SA -Radiomoderatorin Lena Mengler und lebte mit ihr bis Ende Juli 2020 im Leipziger Osten. Beruflich bedingt zogen beide im August 2020 nach Magdeburg um, da Lena Mengler ebenfalls für den Mitteldeutschen Rundfunk tätig ist.